# Отель «Е»
«Отель „Е“» (эст. Hotell E) — мультипликационный фильм для взрослых 1992 года, эстонского режиссёра Прийта Пярна. Награждён одним из главных призов на 6-м Фестивале анимационных фильмов в Штутгарте (1992).

## Сюжет
Картина состоит из нескольких эпизодов, в образной форме живописующих жизнь за «железным занавесом» и в капиталистической Европе, в финале граница между этими мирами исчезает.

## Художественные особенности
Структура этого фильма необычна: у него два пролога, и довольно длинных. Как отмечает критик Наталья Лукиных, «Отель „Е“», фильм, созданный в 1992 году после распада СССР, поднимает «социально-этические проблемы возвращения Эстонии в общеевропейский дом». В нём представлены две художественные манеры: традиционная для раннего Пярна «минималистическая и жёсткая графика», использованная в эпизодах за «железным занавесом», и «поп-артовская, рекламно-эклерная избыточность», с которой прорисованы западноевропейские сцены.
В своей книге «Аниматограф и его анима» киновед Алексей Орлов предпринял детальный разбор фильма «Отель „Е“», посвятив ему значительную часть главы об эстонской анимации. Там же приводятся подробные пояснения Прийта Пярна, раскрывающего свой творческий метод на примере данной картины.